# Collectie Ludwig
De collectie Ludwig is een omvangrijke kunstverzameling die sinds 22 juli 1996, na het plotselinge overlijden van Peter Ludwig, beheerd wordt door de Austrian Ludwig Foundation for Art and Science, een nieuwe rechtspersoon die de oorspronkelijke doelstellingen van het echtpaar Ludwig verder moet verwerkelijken.

## Situering
De omvangrijke collectie, die duizenden kunstwerken omvat, is van meet af aan het werk van het echtpaar Irene en Peter Ludwig. De verzameling omvat ongeveer alle periodes uit de internationale kunstgeschiedenis: van Griekse antieke kunst, werken uit de middeleeuwen, barok en rococo, tot precolumbiaanse kunst. Ook kunst uit Afrika, China en Indië en modernen met een belangrijke popart-collectie en werk van Pablo Picasso maken deel uit van de verzameling.
Verder bevat de verzameling porseleinwerk, islamitische keramiek, meubels en kunstnijverheid, die als geheel teruggaan op aankopen uit de studietijd van Irene en Peter Ludwig. Vanaf het begin van de jaren zeventig werd de precolumbiaanse kunstverzameling middels publicaties van de wetenschappelijke staf van het Keulse museum voor volkenkunde, het Rautenstrauch-Joest-Museum, gesitueerd en gecatalogiseerd. Sinds 1957 kochten de Ludwigs systematisch kunstwerken aan om hiaten in bestaande openbare museumcollecties door langdurige bruiklenen aan te vullen. Dit gold onder meer voor het Akense Suermondt-Museum en het Keulse museum voor religieuze kunst, het Museum Schnütgen.
Vanaf het begin der jaren zestig van de 20e eeuw begonnen de Ludwigs zich via systematische aankopen te interesseren voor de toenmalige kunst uit de Verenigde Staten en de internationale hedendaagse kunst als geheel. In 1968 organiseerden zij in het Keulse Wallraf-Richartz-Museum onder veel belangstelling een overzichtstentoonstelling met deze destijds nog omstreden werken.
In 1976 werd het fundament gelegd voor het huidige Keulse Museum Ludwig met de schenking van ongeveer driehonderd werken van de popart en van destijds jonge Duitse kunst aan de Keulse musea. Ludwig ontsloot door dit initiatief de popart, die voor hem als tijdspiegel gold, voor Europa. Het ging om grote namen als Robert Rauschenberg, Jasper Johns, Andy Warhol, Roy Lichtenstein, James Rosenquist, Robert Indiana, Claes Oldenburg, Jim Dine en Tom Wesselmann. Daarnaast omvatte de schenking werk van Donald Judd, Robert Morris, Nancy Graves, Sol LeWitt, Yves Klein, Georg Baselitz, Hanne Darboven, Wolf Vostell, Joseph Beuys, A.R. Penck, Gerhard Richter, Nam June Paik, Niki de Saint Phalle, Daniel Spoerri en Jean Tinguely.
In de jaren 1970 vonden ze dat hun eenzijdige focus op westerse kunst niet houdbaar was, en breidden ze hun collectie uit met kunst uit Midden- en Oost-Europa in de jaren 1980 en 1990.
De collectie die aan Keulen geschonken werd, omvatte ook een belangrijke verzameling van werken van Pablo Picasso en werken van de Russische avant-garde van 1910 tot 1930 en kunstwerken uit de vroegere DDR en de Sovjet-Unie.

## Twijfels over de echtheid van een aantal Russische avant-garde schilderijen
Al sedert de jaren 1980 zetten kunsthistorici sporadisch vraagtekens bij de Russische avant-gardeschilderijen van de Ludwigs.
Bij haar overlijden, in 2010, liet Irene 600 stukken Russische avant-garde na aan het museum Ludwig, waaronder een 100tal schilderijen. Het Museum liet zelf 49 Russische avant-gardeschilderijen grondig onderzoeken. Bij 22 ervan is er twijfel over de echtheid, waaronder :
- Landschap (Decompositie van Vormen) , 1913, Olga Rozanova
- Stilleven met glas en flessen, Ljoebov Popova
- Suprematisme,1923, Ilja Tsjasjnik
- Proun, 1923, El Lisitski

## Voetnoten
1. ↑  Door Geert Sels, Het scheelde maar een haar. De Standaard. Gearchiveerd op 30 september 2022. Geraadpleegd op 30 september 2022.
2. ↑  Russische Avantgarde im Museum Ludwig – Original und FälschungFragen, Untersuchungen, Erklärungen - Museum Ludwig, Köln. www.museum-ludwig.de. Gearchiveerd op 30 september 2022. Geraadpleegd op 30 september 2022.